# Інґар Нільсен
Інґар Нільсен (норв. Ingar Nielsen, 29 серпня 1886 — 21 січня 1963) — норвезький яхтсмен.
Олімпійський чемпіон 1920 року в класі 10 метрів (за правилами 1907 року), 1924 року в класі 8 метрів.